# Ghazan Ilchan

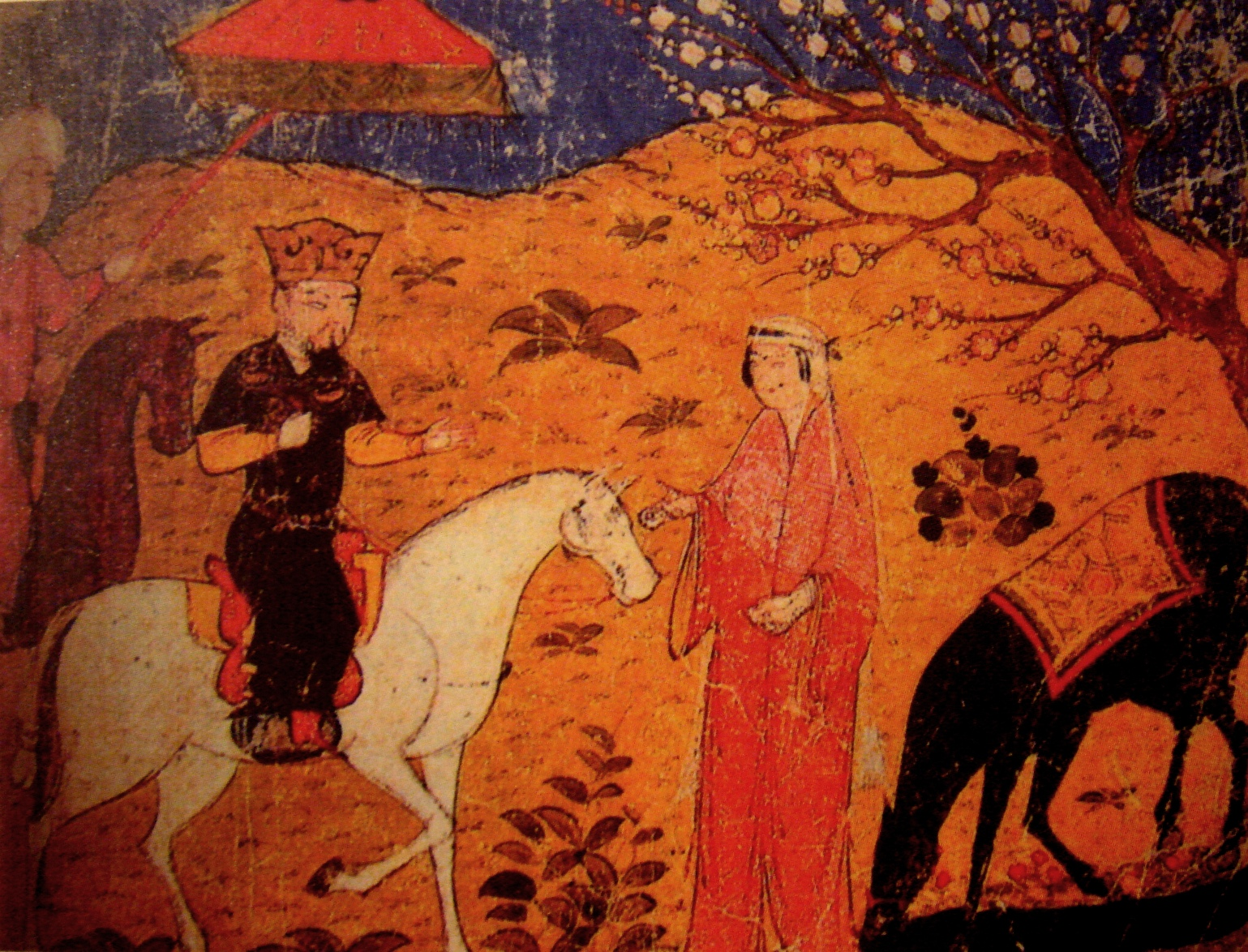
Ghazan auf einem Pferd. Das Bild stammt aus einem Geschichtsbuch des Raschid ad-Din.

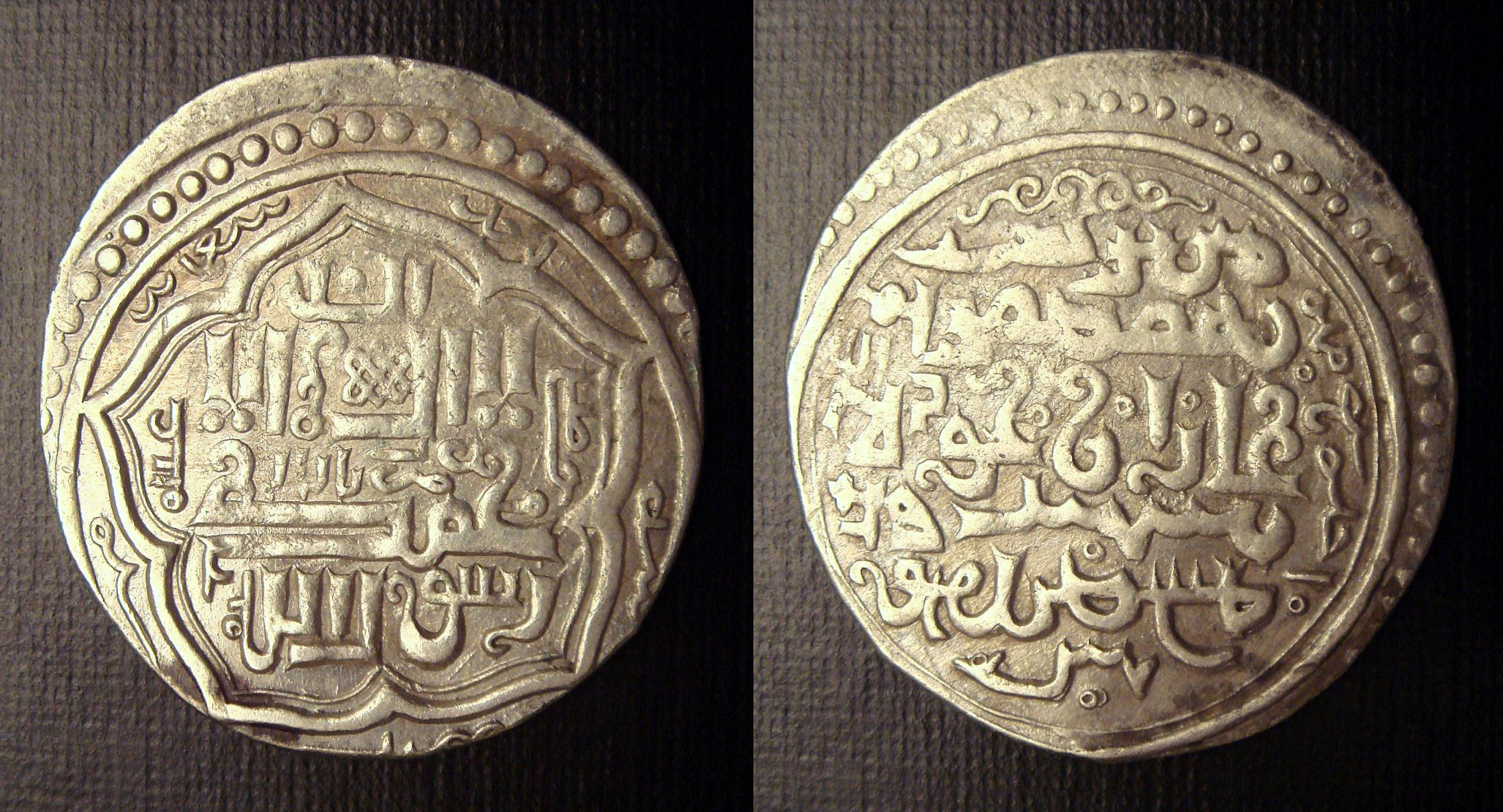
Silberdirham von Ghazan.
Inschrift der Vorderseite:
„Es gibt keinen Gott außer Allah und Mohammed ist sein Prophet; geprägt in Täbriz im Jahre …“
Inschrift der Rückseite in Uigurisch und Arabisch: Tengri-yin Küchündür. Ghazan Maḥmūd. Ghasanu Deledkegülügsen „Bei der Macht Tengris. Ghazan Mahmud. Diese Münze wurde für Ghazan geprägt.“

Mahmud Ghazan I. (mongolisch ᠭᠠᠵᠠᠨ ᠬᠠᠨ Gasan Chaan, persisch محمود غازان, DMG Maḥmūd Ghazan; * 5. November 1271; † 11. Mai 1304), in Westeuropa als Casanus bekannt, war ein mongolischer Ilchan. Er konvertierte 1292 zum Islam, kam 1295 in einem Umsturz an die Macht und herrschte bis zu seinem Tod über Persien. Den ebenfalls konvertierten Juden Raschid ad-Din erhob er zum Wesir.

## Leben
Ghazan war der Sohn des Ilchans Arghun und der Kultak Egech. Er war der Neffe des ehemaligen Ilchanherrschers Gaichatu und ein Cousin seines Vorgängers Baidu, den er vom Thron stürzte.
Er wuchs bei seiner Stiefgroßmutter Buluqhan-Chatun auf, wo er getauft und christlich erzogen wurde. Während seiner Jugend befasste er sich auch mit dem Buddhismus. Seine Ehefrau hieß Kökechin und kam aus China. Kublai Khan, der damalige Herrscher Chinas und auch ein Nachfahre Dschingis Khans, beauftragte (angeblich) Marco Polo, Kökechin zu geleiten.
Ghazan war ein gebildeter Mensch, der mehrere Sprachen wie Chinesisch, Arabisch und Fränkisch (womit wohl Latein gemeint ist) sprechen konnte. Zahlreiche Europäer standen in seinem Dienst, und das auch in hohen Positionen, zum Beispiel die Italiener Isol le Pisan oder Buscarello de Ghizolfi.
Ghazan war der Reformer unter den Ilchanen. Er bekämpfte die Korruption (zahlreiche Hinrichtungen von Würdenträgern), schützte die Bauern vor den Übergriffen der Nomaden und verminderte ihre Steuerlast. Er ließ den Bauern z. B. steuerfrei unbebautes Land zuteilen und die Steuergesetze zum Schutz gegen willkürliche Erhöhung in Stein- oder Holzstelen einschneiden.

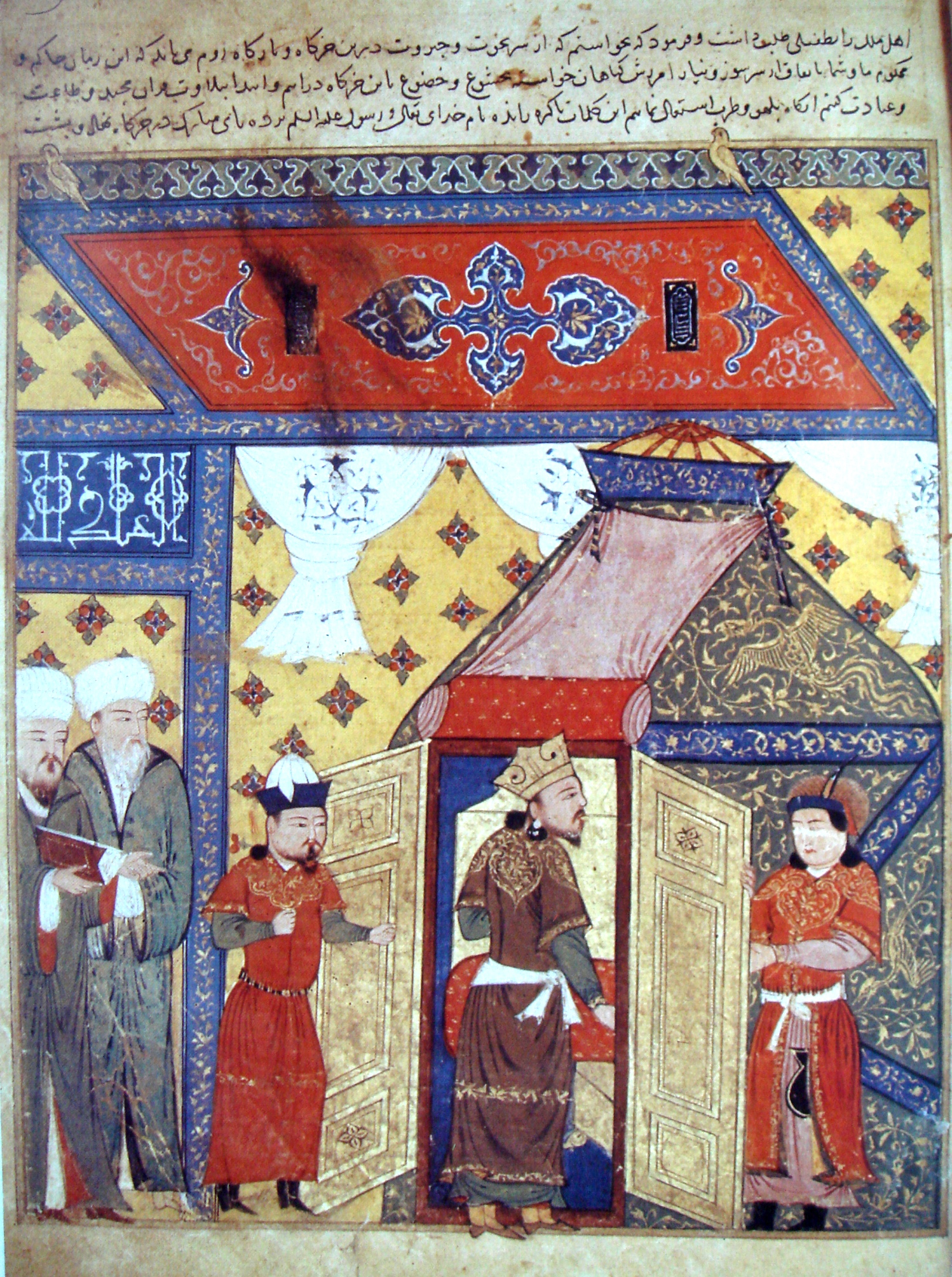
Ghazan konvertiert zum Islam. Szene aus dem Geschichtsbuch des Raschid ad-Din

Hinter seiner despotischen Reformwut standen allerdings handfeste politische Probleme. Der Ilchan befehligte das Heer und bezahlte es von den Einkünften der großen Staatsdomäne ingü in Geld oder Naturalien. Das Problem des Ilchan waren dabei die nachlassenden Erträge der Landwirtschaft, so dass er mit der erfolglosen Einführung von Papiergeld (1293) begann, seine Truppen durch die Zuweisung von Staatsdomänen zu bezahlen. Das und die aus der immensen Korruption resultierende Finanzschwäche jener Zeit machten Reformen unumgänglich – wenn sich der Staat nicht vorzeitig auflösen sollte.
Ghazans Übertritt zum Islam war hier zum Machterhalt der Dynastie unabdingbar. Dennoch schlug er 1297 einen Aufstand von islamischen Fanatikern nieder, der von seinem Schwager, dem Oiratenfürsten Nauruz (Nawrūz), angeheizt worden war und ließ diesen hinrichten. Unter seinem Bruder und Nachfolger Öldscheitü (reg. 1304–1316) endete trotzdem die Zeit der religiösen Toleranz, welche die Mongolenherrschaft prägte. Auch Ghazans Reformen wurden nur beschränkt beibehalten.

## Militärische Kampagnen
Obwohl Ghazan später zum Islam konvertierte, versuchte er mehrmals das muslimische Syrien zu erobern. Dabei ging er auch mit christlichen Staaten Bündnisse ein, so mit Heinrich II. von Zypern, dem Titularkönig von Jerusalem. Auch das christliche Königreich Kleinarmenien und Georgier kämpften mit Ghazan. Nachdem Ghazan die Muslime in Syrien besiegt hätte, würde er Jerusalem den Christen übergeben.
Nachdem Ghazan, auf die Rebellion eines Vasallen reagierend, 1297 der Herrschaft des letzten Atabegs von Yazd ein Ende gesetzt und die zentraliranische Stadt damit unter seine direkte Kontrolle gebracht hatte, unternahm er in den Wintern der Jahre 1299 bis 1303 mehrere Kampagnen gegen Syrien und die Mamluken.

### Kampagne des Winters 1299/1300

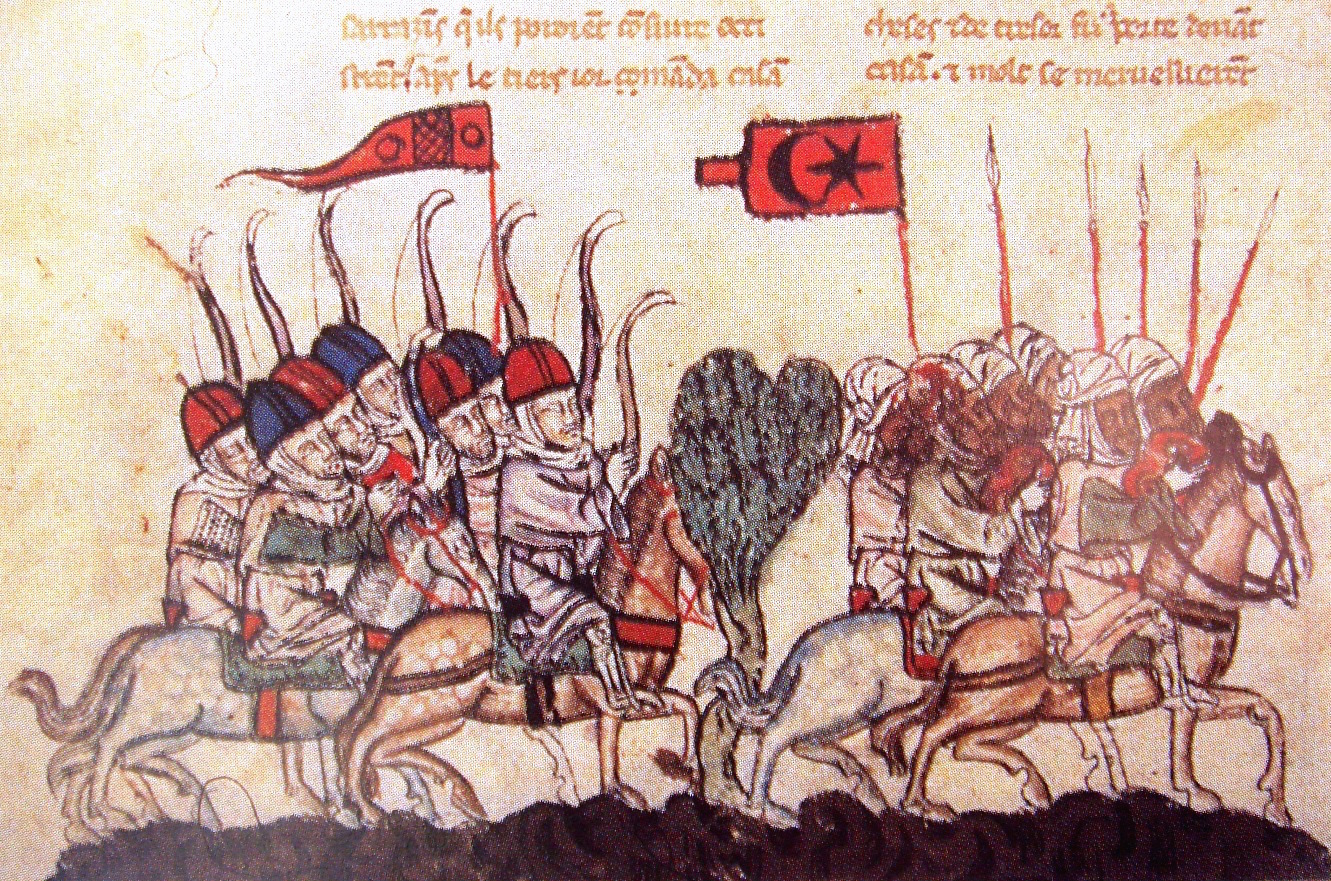
Sieg der Mongolen (links) über die Mamluken (rechts) in der Schlacht von Wadi al-Chazandar 1299.

Im Sommer 1299 sandte König Hathoum II. von Kleinarmenien Ghazan einen Brief, um dessen Unterstützung zu bekommen. Ghazan marschierte gegen Syrien und fragte in Briefen nach der Unterstützung der Christen von Zypern. Der erste Brief wurde am 21. Oktober und der zweite im November abgeschickt. Es gibt keine Aufzeichnungen über eine Antwort auf Ghazans Briefe.
Ghazan konnte die Stadt Aleppo nehmen. Dort schloss sich ihm König Hathoum II. an. Die Mamluken wurden in der Schlacht von Wadi al-Chazandar am 23. oder 24. Dezember geschlagen. Ein Teil der mongolischen Armee verfolgte daraufhin die Mamluken bis runter nach Gaza. Der Großteil der Armee marschierte aber gegen Damaskus und konnte die Stadt zwischen dem 30. Dezember 1299 und dem 6. Januar 1300 zur Kapitulation zwingen, obwohl die Zitadelle der Stadt hielt. Im Februar zog Ghazan den größten Teil seiner Armee nach Persien zurück, versprach aber im nächsten Winter zurückzukehren, um Ägypten anzugreifen.
In der Zwischenzeit hielten 10.000 mongolische Reiter unter General Mulay die Stellung in Syrien. Sie unternahmen Streifzüge bis Jerusalem und Gaza. Doch die Mamluken konnten die Mongolen im Mai 1300 aus Syrien vertreiben.

### Kampagne des Winters 1300/01
Im Februar 1301 fiel Ghazan mit etwa 60.000 Männern wieder in Syrien ein. Er konnte aber nicht mehr als ein paar Raubzüge unternehmen. Diesmal sollte Kutluschah (Cotelesse in fränkischen Quellen) mit 20.000 Reitern Damaskus schützen. Doch wieder mussten sich die Mongolen zurückziehen.